# Nicolaes Eliaszoon Pickenoy
Nicolaes Eliaszoon Pickenoy, född omkring 1590, död omkring 1655, var en nederländsk konstnär.

## Biografi
Pickenoy var verksam i Amsterdam, och intar inom porträttkonsten i stadens konsthistoria en plats mellan 1500-talets enkla framställningar av grupper, och 1600-talets höga blomstring under Rembrandt och Bartholomeus van der Helst. Den senare var Pickenoys lärjunge. Nicolaes Eliaszoon målar saftigt och solitt och söker i gruppkompositionerna införa rörelse och omväxling. Han liknar här Thomas de Keyser, med vars tavlor Pickenoy ofta förväxlas. Två stora "skyttegillen" av Pickenoy finns på Rijksmuseum i Amsterdam. På Vanås slott finns två knästycken av Pickenoy (en herre och dam, pendanger). På Kunstmuseet i Köpenhamn finns tre porträtt; två pendanger daterade 1621 och en udda målning, vars pendang finns i privat ägo, målad 1635.